# What Will The Neigbours Say? Live
What Will The Neighbours Say? Live är Girls Aloud's första turné. Gruppen åkte runt i Storbritannien och Irland och uppträdde på teatrar. En av konserterna på Hammersmith Apollo filmades och DVD:n släpptes den 7 november 2005.

## Låtlista
1. "The Show"
2. "Here We Go"
3. "Girls On Film"
4. "No Good Advice"
5. "Graffiti My Soul"
6. "Wake Me Up"
7. "Teenage Dirtbag"
8. "Life Got Cold"
9. "Deadlines & Diets"
10. "I'll Stand by You"
11. "Love Machine"
12. "Real Life"
13. "Girls Allowed" / "Le Freak" Interlude
14. "Jump"
15. "Sound of the Underground"
Extra material
16. Skapandet av musikvideon till Long Hot Summer
17. Intervju med Girls Aloud